# Ludwik Kożuch
Ludwik Kożuch (ur. 21 sierpnia 1956) – polski samorządowiec, od 24 września 1997 do 15 października 2000 prezydent miasta Świętochłowice.

## Życiorys
Ukończył I Liceum Ogólnokształcące im. Jana Długosza w Nowym Sączu oraz matematykę na Uniwersytecie Jagiellońskim. W latach 1991–1994 i 1998–2002 zasiadał w Zgromadzeniu Komunikacyjnego Związku Komunalnego Górnośląskiego Okręgu Przemysłowego. W 1990, 1994 i 1998 wybierany do rady miejskiej Świętochłowic. Od 1994 był wiceprezydentem u boku Krystyny Rawskiej i Romana Gutkowskiego. W 1997 zastąpił na stanowisku prezydenta miasta Gutkowskiego, który odszedł z urzędu z przyczyn osobistych. Po wyborach z 1998 utrzymał fotel prezydenta. W połowie kadencji zastąpił go na tym stanowisku Eugeniusz Moś, dotychczasowy wiceprezydent miasta. W 2002 nie ubiegał się o stanowisko prezydenta ani radnego.